# 里奇·格林
理查德·V·格林（英語：Richard V. Guerin，1932年5月29日—），美国NBA联盟前职业篮球运动员。他在1954年的NBA选秀中第2轮第17顺位被纽约尼克斯选中。2013年，里奇·盖伦入选奈史密斯篮球名人纪念堂。